# Лефран де Помпиньян, Жан-Жак
Маркиз Жан-Жак Лефран де Помпиньян (10 августа 1709, Монтобан — 1 ноября 1784, Помпиньян) — французский поэт, драматург и переводчик.
Блестящий успех его трагедии «Дидона» (1734) и духовных од «Священные стихи на различные сюжеты» (Poésies sacrées sur divers sujets, 1751), многократно переизданных, доставили ему кресло во Французской академии. Во вступительной речи, исполненной религиозных чувств, Помпиньян нападал на философов, особенно на Вольтера и д’Аламбера. На ответные нападки Вольтера Помпиньян возражал в «Мемуаре», поданном королю. «Пусть знает вселенная, — воскликнул он, — что король занят моей речью не как мимолетной новинкой, но как творением, достойным внимания властелина».
Тогда на него обрушился град насмешек; в знаменитых «Ибо» (Car) Вольтер писал: «Не подавайте мемуаров королю, ибо он их не будет читать. Не будьте доносчиком, ибо это подлое ремесло. Не притворяйтесь аристократом, ибо вы буржуа. Не оскорбляйте писателей, ибо они вам ответят правдой». За «Ибо» последовали «Кто» (Qui), «Что» (Quoi) и т. д. Андре Морелле написал «Да» (Si) и «Почему» (Pourquot); Дидро, Мармонтель и другие приняли участие в этой борьбе. Два стиха Вольтера: l’ami Pompignan pense être quelque chose и Sacrés ils sont, car personne n’y touche (Cantiques sacrés II) дошли до нашего времени в виде поговорок.
Бессильный бороться с таким неприятелем, Помпиньян удалился на родину, в Лангедок. Между тем он был талантлив и, для своего времени, обладал исключительными познаниями. Небогатый оригинальным вдохновением, он искусно воспроизводил стиль библейской поэзии, знакомой ему в подлиннике. Он дал первый французский перевод Эсхила и одного стихотворения Григория Назианзина; несмотря на свой строгий классицизм, он перевел несколько сцен из Шекспира.
Его «Ода на смерть Ж.-Ж. Руссо», выделяющаяся из тогдашней «поэзии без поэзии» (которой и Помпиньян отдал большую дань) заслужила восторженные похвалы Лагарпа и даже Вольтера и перешла во все французские хрестоматии.
Умеренный прогрессист, Помпиньян шел вразрез с господствующим настроением своего бурного времени. По выражению Вильмена, он был «представителем партии побеждённой, но не во всем неправой — партии, которая хотела реформы без революции, облегчения тягот народа без ниспровержения культа и добрых нравов».
Другие сочинения Помпиньяна: Essai critique de l’état de la republique des lettres (1744), «Путешествие в Лангедок и Прованс» (Voyage de Languedoc et Provence, 1746), «Dissertation sur les biens nobles» (1749), «Письмо Расину по поводу спектаклей» (Lettre а M. Racine sur les spectacles en général, 1755), Considérations sur la révolution de l’ordre civil et militaire, survenue en 1781. «Сочинения» (Oeuvres; избранные произведения) были изданы в 1773 году, «Избранное» (Oeuvres choisies) издавались много раз.
Трагедия Помпиньяна «Дидона» легла в основу либретто Юхана Хенрика Чельгрена к опере Йозефа Мартина Крауса «Эней в Карфагене» (1799).